# 2008-as Formula–1 olasz nagydíj
Az olasz nagydíj a 2008-as Formula–1 világbajnokság tizennegyedik futama, amelyet 2008. szeptember 14-én rendeznek meg az olaszországi Autodromo Nazionale Monzán, Monzában.

## Időmérő edzés

### Első rész
16 Rubens Barrichello Honda 1:36.510

17 Nelson Piquet Jr. Renault 1:36.630

18 Nakadzsima Kazuki Williams-Toyota 1:36.653

19 Jenson Button Honda 	1:37.006

20 Adrian Sutil Force India-Ferrari 1:37.417

### Harmadik rész
1 Sebastian Vettel 	Toro Rosso-Ferrari 1:37.555
2 Heikki Kovalainen 	McLaren-Mercedes 1:37.631
3 Mark Webber 	Red Bull-Renault 1:38.117
4 Sébastien Bourdais 	Toro Rosso-Ferrari 1:38.445
5 Nico Rosberg 	Williams-Toyota 1:38.767
6 Felipe Massa 	Ferrari 1:38.894
7 Jarno Trulli 	Toyota 	1:39.152
8 Fernando Alonso 	Renault 1:39.751
9 Timo Glock 	Toyota 	1:39.787
10 Nick Heidfeld 	BMW Sauber 	1:39.906

### Az edzés végeredménye
| Helyezés | Versenyző            | Csapat/Motor        | 1. rész  | 2. rész  | 3. rész  |
| -------- | -------------------- | ------------------- | -------- | -------- | -------- |
| 1        | Sebastian Vettel     | Toro Rosso-Ferrari  | 1:35.464 | 1:35.837 | 1:37.555 |
| 2        | Heikki Kovalainen    | McLaren-Mercedes    | 1:35.214 | 1:35.843 | 1:37.631 |
| 3        | Mark Webber          | Red Bull-Renault    | 1:36.001 | 1:36.306 | 1:38.117 |
| 4        | Sébastien Bourdais   | Toro Rosso-Ferrari  | 1:35.543 | 1:36.175 | 1:38.445 |
| 5        | Nico Rosberg         | Williams-Toyota     | 1:35.485 | 1:35.898 | 1:38.767 |
| 6        | Felipe Massa         | Ferrari             | 1:35.536 | 1:36.676 | 1:38.894 |
| 7        | Jarno Trulli         | Toyota              | 1:35.906 | 1:36.008 | 1:39.152 |
| 8        | Fernando Alonso      | Renault             | 1:36.297 | 1:36.518 | 1:39.751 |
| 9        | Timo Glock           | Toyota              | 1:35.737 | 1:36.525 | 1:39.787 |
| 10       | Nick Heidfeld        | BMW Sauber          | 1:35.709 | 1:36.626 | 1:39.906 |
| 11       | Robert Kubica        | BMW Sauber          | 1:35.553 | 1:36.697 |          |
| 12       | Giancarlo Fisichella | Force India-Ferrari | 1:36.280 | 1:36.698 |          |
| 13       | David Coulthard      | Red Bull-Renault    | 1:36.485 | 1:37.284 |          |
| 14       | Kimi Räikkönen       | Ferrari             | 1:35.965 | 1:37.522 |          |
| 15       | Lewis Hamilton       | McLaren-Mercedes    | 1:35.394 | 1:39.265 |          |
| 16       | Rubens Barrichello   | Honda               | 1:36.510 |          |          |
| 17       | Nelson Piquet Jr.    | Renault             | 1:36.630 |          |          |
| 18       | Nakadzsima Kazuki    | Williams-Toyota     | 1:36.653 |          |          |
| 19       | Jenson Button        | Honda               | 1:37.006 |          |          |
| 20       | Adrian Sutil         | Force India-Ferrari | 1:37.417 |          |          |

## Futam
Az időmérő edzésen hatalmas eső fogadta a mezőnyt, ahol Vettel megszerezte élete első Formula–1-es pole-pozícióját. Ezzel ő lett a sportág történetének legfiatalabb pole-pozíciót elérő versenyzője. A futamon a mezőny a biztonsági autó mögül rajtolt el, és a biztonsági autó a második kör végéig kinn is maradt. Amikor végre elindultak, Vettel megtartotta első helyét, és Kovalainennel szemben növelni is tudta előnyét. A versenyt végül – végig vezetve – több mint 10 másodperces előnnyel nyerte, ezzel a Formula–1 történetének legfiatalabb futamgyőztese lett, 21 évesen és 74 naposan. Kovalainen és Kubica után a pontszerzők Alonso, Heidfeld, Massa, Hamilton és Webber voltak.
| Helyezés | Rajthely | #  | Versenyző            | Csapat/Motor        | Futott kör | Idő/Kiesés oka | Pont |
| -------- | -------- | -- | -------------------- | ------------------- | ---------- | -------------- | ---- |
| 1        | 1        | 15 | Sebastian Vettel     | Toro Rosso-Ferrari  | 53         | 1h26:47.494    | 10   |
| 2        | 2        | 23 | Heikki Kovalainen    | McLaren-Mercedes    | 53         | + 12.512       | 8    |
| 3        | 11       | 4  | Robert Kubica        | BMW Sauber          | 53         | + 20.471       | 6    |
| 4        | 8        | 5  | Fernando Alonso      | Renault             | 53         | + 23.903       | 5    |
| 5        | 10       | 3  | Nick Heidfeld        | BMW Sauber          | 53         | + 27.748       | 4    |
| 6        | 6        | 2  | Felipe Massa         | Ferrari             | 53         | + 28.816       | 3    |
| 7        | 15       | 22 | Lewis Hamilton       | McLaren-Mercedes    | 53         | + 29.012       | 2    |
| 8        | 3        | 10 | Mark Webber          | Red Bull-Renault    | 53         | + 32.048       | 1    |
| 9        | 14       | 1  | Kimi Räikkönen       | Ferrari             | 53         | + 39.468       |      |
| 10       | 17       | 6  | Nelson Piquet Jr.    | Renault             | 53         | + 54.445       |      |
| 11       | 9        | 12 | Timo Glock           | Toyota              | 53         | + 58.888       |      |
| 12       | 18       | 8  | Nakadzsima Kazuki    | Williams-Toyota     | 53         | + 1:02.015     |      |
| 13       | 7        | 11 | Jarno Trulli         | Toyota              | 53         | + 1:05.954     |      |
| 14       | 5        | 7  | Nico Rosberg         | Williams-Toyota     | 53         | + 1:08.635     |      |
| 15       | 19       | 16 | Jenson Button        | Honda               | 53         | + 1:13.370     |      |
| 16       | 13       | 9  | David Coulthard      | Red Bull-Renault    | 52         | + 1 kör        |      |
| 17       | 16       | 17 | Rubens Barrichello   | Honda               | 52         | + 1 kör        |      |
| 18       | 4        | 14 | Sébastien Bourdais   | Toro Rosso-Ferrari  | 52         | + 1 kör        |      |
| 19       | 20       | 20 | Adrian Sutil         | Force India-Ferrari | 51         | + 2 kör        |      |
| Kiesett  | 12       | 21 | Giancarlo Fisichella | Force India-Ferrari | 11         | Baleset        |      |

## A világbajnokság élmezőnyének állása a verseny után
| H  | Versenyzők        | Pont | H  | Konstruktőrök       | Pont |
| -- | ----------------- | ---- | -- | ------------------- | ---- |
| 1  | Lewis Hamilton    | 78   | 1  | Ferrari             | 134  |
| 2  | Felipe Massa      | 77   | 2  | McLaren-Mercedes    | 129  |
| 3  | Robert Kubica     | 64   | 3  | BMW Sauber          | 117  |
| 4  | Kimi Räikkönen    | 57   | 4  | Toyota              | 41   |
| 5  | Nick Heidfeld     | 53   | 5  | Renault             | 41   |
| 6  | Heikki Kovalainen | 51   | 6  | Toro Rosso-Ferrari  | 27   |
| 7  | Fernando Alonso   | 28   | 7  | Red Bull-Renault    | 26   |
| 8  | Jarno Trulli      | 26   | 8  | Williams-Toyota     | 17   |
| 9  | Sebastian Vettel  | 23   | 9  | Honda               | 14   |
| 10 | Mark Webber       | 20   | 10 | Force India-Ferrari | 0    |
| 11 | Timo Glock        | 15   | 11 | Super Aguri-Honda*  | 0    |

* A Super Aguri csapat a Török Nagydíjat megelőzően visszalépett anyagi nehézségek miatt.

### Statisztikák
Vezető helyen:
- Sebastian Vettel : 49 (1-18 / 23-53).
- Heikki Kovalainen : 4 (19-22).

Sebastian Vettel 1. győzelme, 1. pole-pozíciója, Kimi Räikkönen 23. leggyorsabb köre.
- Toro Rosso 1. győzelme.